# Championnat de France Superdivision de tennis de table 1997-1998
Le Championnat de Superdivision de tennis de table 1997-1998 est la 8e édition du championnat de Superdivision, plus haut niveau des championnats de France de tennis de table par équipes. Il oppose les huit meilleures équipes de France dans le championnat masculin et les huit meilleures équipes féminines.
Navigation
Superdivision 1996-1997 Superdivision 1998-1999
Levallois remporte le championnat pour la 11e année consécutive et Montpellier pour la 6e fois de son histoire
| \| Levallois SC TT Angers SAG Cestas TT Pontoise Caen TTC Hommes Montpellier Hommes US Kremlin Bicêtre Saint-Berthevin Mondeville Caen TTC Femmes ASPTT Lille Métropole Lys Lez Lannoy CP Évreux Montpellier Femmes \| Localisation des clubs engagés dans le championnat. |
| Levallois SC TT Angers SAG Cestas TT Pontoise Caen TTC Hommes Montpellier Hommes US Kremlin Bicêtre Saint-Berthevin Mondeville Caen TTC Femmes ASPTT Lille Métropole Lys Lez Lannoy CP Évreux Montpellier Femmes                                                           |

## Championnat Masculin
| Cl | Équipes               | Pts | J  | V  | D  |
| -- | --------------------- | --- | -- | -- | -- |
| 1  | Levallois SC          | 42  | 14 | 14 | 0  |
| 2  | Caen TTC              | 34  | 14 | 10 | 4  |
| 3  | Montpellier TT        | 34  | 14 | 10 | 4  |
| 4  | Élan Nevers Nièvre    | 28  | 14 | 7  | 7  |
| 5  | SAG Cestas            | 26  | 14 | 6  | 8  |
| 6  | TTC Nantes Atlantique | 24  | 14 | 5  | 9  |
| 7  | EP Isséenne           | 20  | 14 | 3  | 11 |
| 8  | ASPC Nîmes            | 16  | 14 | 1  | 13 |

## Championnat Féminin

### Classement (13ejournée)
| Cl | Équipes            | Pts | J  | V  | D  | Pp | Pc | Diff |
| -- | ------------------ | --- | -- | -- | -- | -- | -- | ---- |
| 1  | US Kremlin Bicêtre | 36  | 12 | 12 | 0  | 48 | 10 | +38  |
| 2  | Montpellier TT     | 34  | 12 | 11 | 1  | 47 | 12 | +35  |
| 3  | CAM Bordeaux       | 30  | 12 | 9  | 3  | 38 | 25 | +13  |
| 4  | GV Hennebont TT    | 30  | 14 | 8  | 6  | 38 | 30 | +8   |
| 5  | US Saint-Égrève TT | 21  | 13 | 4  | 9  | 25 | 43 | -18  |
| 6  | SMEC Metz          | 19  | 11 | 4  | 7  | 26 | 30 | -4   |
| 7  | AL Eysines TT      | 17  | 13 | 2  | 11 | 18 | 47 | -29  |
| 8  | ASPTT Lyon         | 10  | 13 | 0  | 13 | 5  | 48 | -43  |

- l'ASPTT Lyon a écopé de 3 points de pénalité durant la saison

## Sources
- Championnat Féminin : Journal Le Télégramme de Lorient - Avril 1998